# Serbien i Eurovision Song Contest 2012
Serbien deltog i Eurovision Song Contest 2012 i Baku i Azerbajdzjan.

## Željko Joksimović tillbaka
Den 18 november 2011 meddelade RTS att man valt ut Željko Joksimović internt till att representera landet vid nästa års upplaga av Eurovision Song Contest. Joksimović hade tidigare representerat Serbien och Montenegro i Eurovision Song Contest 2004 där han slutade på andra plats. Han hade även komponerat Bosnien och Hercegovinas bidrag år 2006 och Serbiens bidrag år 2008, samt varit värd för Eurovision Song Contest 2008 som hölls i Belgrad. RTS valde att låta Joksimović välja låt själv till tävlingen. Valet av honom som representant fick väldigt positiva reaktioner i hemlandet. Mellan den 9 december 2011 och den 1 januari 2012 höll han sex konserter i Tyskland, Kroatien, Makedonien, Montenegro och Serbien, varav två i Tyskland. Låten skulle släppas den 10 mars då han själv skulle framträda med den i ett TV-program. Programmet som hette Evropska Pesma skulle gästas av bland andra Jelena Tomašević, Bora Dugić, Ivan Bosiljčić, Hari Mata Hari och Halid Bešlić. Förutom Serbiens nästa bidrag skulle han även framföra några nya versioner av sina tidigare hitlåtar under kvällen tillsammans med TV-bolagets symfoniorkester. Den 10 mars presenterade han Serbiens bidrag "Nije ljubav stvar", samt den engelska versionen "Synonym". Det är ännu inte klart om den serbiska eller den engelska versionen kommer att framföras i Baku.

## Vid Eurovision
Serbien deltog i den andra semifinalen den 24 maj. Där hade de startnummer 1. De tog sig vidare till finalen som hölls den 26 maj. Där hade de startnummer 24. De hamnade på 3:e plats med 214 poäng, 45 poäng efter tvåan Ryssland och 64 poäng före fyran Azerbajdzjan. Serbien fick poäng från alla länder utom elva. De fick 12 poäng från Montenegro, Bulgarien, Slovenien och Kroatien. De fick dessutom 10 poäng från åtta länder.